# Cezoram
Cezoram was volgens het Boek van Mormon een opperrechter van de Nephieten uit 30 v.Chr., die na vier jaar werd vermoord (Helaman 6:15) door een machtige roversbende, die werd geleid door een zekere Gadianton. Later werd de regering overgenomen door deze roversbende. 
Het belang van dit relaas in het Boek van Mormon is, dat het verslag in dat boek door de Mormonen wordt gezien als een voorafschaduwing van onze tijd. Het Boek van Mormon waarschuwt nadrukkelijk voor soortgelijke bendes, die streven naar macht en gezag, en die het volk hun vrijheid wil ontnemen (zie Ether 8:18 - 25). 
Afgezien van het Boek van Mormon is er geen bewijs voor het bestaan van Cezoram in America. Het boek van Mormon zelf echter staat een locatie in het Midden-Oosten voor, waarom het hier volgens Mormoonse commentatoren, waarschijnlijk zou gaan om Caesarion, de zoon van Julius Cesar en Cleopatra, die in hetzelfde jaar (30 v. Chr.) door Augustus ter dood werd gebracht.
Ptolemaeus XV (23 juni 47 v. Chr. - augustus 30 v. Chr.), bijgenaamd Caesarion (kleine Caesar), was de zoon van Cleopatra VII en Julius Caesar. Hij kon niet tot erfgenaam van zowel Egypte als Rome erkend worden. In Egypte volgde hij als driejarige in 44 v. Chr. zijn oom Ptolemaeus XIV op als farao, maar in Rome werd hij uitgelachen door de Romeinse adel. Marcus Antonius beweerde dat Caesarion de enige echte erfgenaam van Caesar was, in tegenstelling tot Octavianus. Dit werd zowel Antonius als Caesarion niet in dank afgenomen en na de nederlaag van Cleopatra en Marcus Antonius tegen Octavianus, werd hij op 16-jarige leeftijd op last van Octavianus omgebracht.